# Chorigyne pendula
Chorigyne pendula är en enhjärtbladig växtart som först beskrevs av Barry Edward Hammel, och fick sitt nu gällande namn av R.Erikss. Chorigyne pendula ingår i släktet Chorigyne och familjen Cyclanthaceae. Inga underarter finns listade.